# PAS Teheran FC
Der Pas Tehran Football Club war ein iranischer Fußballverein aus der Hauptstadt Teheran, der bis 2007 bestand.

## Geschichte
Im Jahr 1953 kamen einige Polizeivollzugsbeamte mit Hauptmann Assadolahi zusammen, um den Polizeisport Irans besser zu organisieren. Noch im selben Jahr gründete Assadolahi mit geringen Mitteln eine Fußballmannschaft in der Hauptstadt Teheran, der Offiziere der örtlichen Polizeiakademie und er selbst angehörten: Police Academy Cadets Team (deutsch Kadettenmannschaft der Polizeiakademie). Man gab die Gründung offiziell bekannt und nahm an der Meisterschaft der Streitkräfte teil. Bereits in der ersten Saison wurde das Team Zweiter. Nur einige Zeit später führten die Hauptmänner Assadolahi und Sadeghi die Geschicke der Mannschaft, deren Name sich in Shahrbani F.C. änderte. Am 8. Juli 1963 wurde Shahrbani F.C. offiziell als Sportklub registriert. Dabei änderte sich der Name in Pas. Im Jahr 1966 verabschiedete der Vereinsvorstand die Statuten. Pas war endgültig ein richtiger Verein.
Der Klub gehörte von Beginn an zur Elite des iranischen Klubfußballs. Pas gewann mit Ausnahme der 1980er Jahre in jedem Jahrzehnt eine nationale Meisterschaft. Die 1990er Jahre waren jedoch die erfolgreichsten in der Klubhistorie, als Pas zweimal die iranische Meisterschaft in den Spielzeiten 1991/92 und 1992/93 und die Asiatische Champions League in der Saison 1993/94 gewann. In der Spielzeit 2003/04 wurde Pas erneut nationaler Meister.
Pas Teheran wurde zum Ende der Saison 2006/07 aufgelöst. Die Lizenz für die Teilnahme an der iranischen Meisterschaft ging an den neu gegründeten Verein Pas Hamadan.

## Erfolge
- Iranische Meisterschaft

Regionale Liga
Meister (2): 1967/1968, 1968/1969
Takhte Jamshid Cup
Meister (2): 1976/1977, 1977/1978
Azadegan League
Meister (2): 1991/1992, 1992/1993
IPL
Meister (1): 2003/2004
- AFC Champions League

Pokalsieger (1): 1992/1993

## Bekannte Spieler
- Khodadad Azizi
- Hossein Faraki
- Mohsen Garousi
- Hassan Habibi
- Hassan Kazerani
- Javad Nekounam
- Majid Soufi
- Arash Borhani
- Behtash Fariba
- Ebrahim Ghasempour
- Wahid Haschemian
- Mohammad Khakpour
- Rasoul Khatibi
- Ali Asghar Modirroosta
- Mohammad Sadeghi
- Reza Torabian
- Majeed Halvaei

## Trainer
- 1963–1972 :-:-:  Mehdi Asadollahi
- 1972–1977 :-:-:  Hassan Habibi
- 1978–1980 :-:-:  Homayoun Shahrokhinejad
- 1981–1987 :-:-:  Mehdi Monajati
- 1988–1988 :-:-:  Ezzatolah Afshar
- 1989–1992 :-:-:  Firouz Karimi
- 1993–1993 :-:-:  Mehdi Monajati
- 1994–1995 :-:-:  Ebrahim Ghasempour
- 1996–1996 :-:-:  Firouz Karimi
- 1997–1997 :-:-:  Ebrahim Ghasempour
- 1998–1999 :-:-:  Bijan Zolfagharnasab
- 1999–1999 :-:-:  Mahmoud Yavari
- 1999–2000 :-:-:  Ebrahim Ghasempour
- 2000–2000 :-:-:  Hossein Faraki
- 2000–2001 :-:-:  Farhad Kazemi
- 2001–2001 :-:-:  Firouz Karimi
- 2001–2003 :-:-:  Homayoun Shahrokhinejad
- 2003–2004 :-:-:  Majid Jalali
- 2004–2006 :-:-:  Mustafa Denizli
- 2006–2006 :-:-:  Majid Jalali
- 2006–2007 :-:-:  Homayoun Shahrokhinejad